# Кастильоне (коммуна)
Кастильоне (фр. Castiglione, корс. Castiglione) — коммуна во Франции, находится в регионе Корсика. Департамент коммуны — Верхняя Корсика. Входит в состав кантона Голо-Морозалья. Округ коммуны — Корте.
Код INSEE коммуны — 2B081.

## Население
Население коммуны на 2008 год составляло 34 человека.
| 1962 | 1968 | 1975 | 1982 | 1990 | 1999 | 2008 |
| ---- | ---- | ---- | ---- | ---- | ---- | ---- |
| 76   | 78   | 67   | 48   | 22   | 25   | 34   |

## Экономика
В 2007 году среди 18 человек в трудоспособном возрасте (15—64 лет) 11 были экономически активными, 7 — неактивными (показатель активности — 61,1 %, в 1999 году было 57,1 %). Из 11 активных работали 10 человек (5 мужчин и 5 женщин), безработной была 1 женщина. Среди 7 неактивных 5 человек были пенсионерами, 2 были неактивными по другим причинам.